# Heinz Rybarczyk
Heinz Rybarczyk (* 4. Februar 1926) ist ein ehemaliger deutscher Fußballspieler, der in den 1950er Jahren für die BSG Einheit Ost Leipzig und den SC Rotation Leipzig in der DDR-Oberliga, der höchsten Spielklasse im DDR-Fußball, aktiv war.

## Sportliche Laufbahn
Bis 1950 spielte Heinz Rybarczyk mit der Betriebssportgemeinschaft (BSG) Erich Zeigner Leipzig in der zweitklassigen Landesklasse Sachsen und verhalf ihr zur Qualifikation für die neu ins Leben gerufene zweitklassige Fußball-Liga des Deutschen Sportausschusses, die später die Bezeichnung DDR-Liga trug. In die Saison 1950/51 ging die BSG unter dem neuen Namen BSG Einheit Ost Leipzig, und Rybarczyk absolvierte alle 18 Ligaspiele. Auch in den anschließenden zwei Spielzeiten gehörte er weiter zur Stammelf, er kam in den insgesamt ausgetragenen 46 Punktspielen in 42 Begegnungen zum Einsatz. 1953 gelang der BSG Einheit Ost der Aufstieg in die DDR-Oberliga. Dort nahm Rybarczyk zu Beginn der Saison 1953/54 wie gewohnt seinen Stammplatz als Verteidiger ein und wurde bis zum sechsten Oberligaspiel regelmäßig eingesetzt. In diesem Spiel verletzte er sich aber so stark, dass er für den Rest der Saison ausfiel. Zu Beginn der Spielzeit 1954/55 war er wieder hergestellt, bestritt diesmal aber nur die ersten drei Oberligaspiele. Erst in der Rückrunde, nachdem die Fußballsektion der BSG Einheit Ost im November 1954 in den neu gegründeten Sportclub Rotation Leipzig eingegliedert worden war, kam Rybarczyk in unregelmäßigen Abständen noch in weiteren fünf Punktspielen für den Sportclub zum Einsatz. Im Herbst 1955 wurde im DDR-Fußball in allen Ligen eine Übergangsrunde ausgetragen, die dem Wechsel vom Sommer-Frühjahr-Spielrhythmus zur Kalenderjahrsaison diente. Während dieser Runde spielte Rybarczyk für den SC Wissenschaft Halle in der DDR-Liga. In den 13 Übergangsspielen wurde er neunmal eingesetzt. Zu Beginn der Saison 1956 war er 30 Jahre alt, hatte sich aber schon zuvor vom Leistungsfußball verabschiedet. In seinen sechs Jahren im höherklassigen Fußball hatte er vierzehnmal in der DDR-Oberliga gespielt und in 69 DDR-Liga-Spielen mitgewirkt. In all diesen Begegnungen hatte er kein Tor erzielt.